# Lerma, Piemonte
Lerma är en ort och kommun i provinsen Alessandria i regionen Piemonte i Italien. Kommunen hade 820 invånare (2018).